# Bandi
Bandi (Corea del Nord, 1950) és el pseudònim utilitzat per un escriptor de Corea del Nord.
Nascut el 1950 a la Xina de pares coreans, que s'hi havien exiliat durant la Guerra de Corea. Va créixer a la Xina fins que la seva família es va establir de nou a Corea del Nord. Durant els anys 1970s, Bandi va aconseguir publicar alguna de les seves primeres obres.
Després de la mort de Kim Il-sung el 1994 i el tràngol que va seguir, Bandi va perdre diverses persones properes. Aquests fets van fer que es desencantés del règim nord-coreà i que comencés a escriure literatura dissident. Va tenir l'oportunitat de publicar quan un amic seu d'Hamburg es va establir a la Xina. Va aconseguir enviar-li els escrits via un missatger i finalment el llibre es va poder publicar a Corea del Sud.
A Corea del Nord, és membre de la Korean Writers' Alliance i escriu per a les seves revistes i publicacions. Bandi encara viu a Corea del Nord. Tot i que ha expressat disposició a deixar el país, no ho pot fer perquè hi té família.
El 2017 Edicions del Periscopi va publicar en català L'acusació, de Bandi, amb traducció d'Hèctor Bofill i Hye Young Yu.
El gener de 2018 es publicà un recull de poemes titulat The Red Years a Corea del Sud.